# プログレスMS-09
プログレスMS-09（ロシア語: Прогресс МC-09、ロシア製造番号437、NASAではプログレス70Pと呼称）は、国際宇宙ステーション（ISS）への補給のためにロスコスモスが打ち上げたプログレス補給船。この飛行はプログレス補給船の161回目の飛行である。

## 来歴
プログレスMSはプログレスMをもとに航法装置を強化した無人輸送機。この強化されたバリエーションは2015年12月21日に初めて打ち上げられた。このバージョンでは以下の強化が施されている：
- 人工衛星を展開可能な新しい外部コンパートメント。それぞれのコンパートメントは4個までの発射コンテナーを搭載することができる。プログレスMS-03で初めて搭載された。
- ドッキングおよび密閉機構の電気モーターの予備システムの追加による強化された冗長性
- 貨物コンパートメントへのパネル追加による微小隕石防護力の増強
- ロシアのルーチ中継衛星とのリンク機能によって、地上局の視野外でもテレメトリーと制御が可能に
- 地上局による軌道決定の必要なしに状況ベクトルおよび軌道パラメーターの決定を可能にするGNSS自律航法
- 宇宙ステーションとの直接無線データ交換機能によるリアルタイムの相対ナヴィゲーション
- ドッキング操作のための強化されたTV視野を可能にする新しいディジタル無線システム
- 統合コマンド・テレメトリー・システム（UCTS）によるウクライナ製のChezara Kvant-V無線システムおよびアンテナ・フィーダー・システムの置き換え
- クルスAからクルスNAディジタル・システムへの置き換え

## 打ち上げ
プログレスMS-09は2018年7月9日にカザフスタンにあるバイコヌール宇宙基地から打ち上げられた。この打ち上げにはソユーズ2.1aロケットが使用された。NASAは2018年6月28日に、プログレスMS-09が2018年7月9日に打ち上げられれば、このミッションでは打ち上げ後わずか3時間（軌道2周）でISSにドッキングする宇宙ステーションへの超高速ランデブーを成功させ、国際宇宙ステーションとの史上最速の軌道ランデブーを実現することを確認した。

## ドッキング
プログレスMS-09はピアース・モジュールの天底側ポートに、2018年7月10日の01:31 UTCにドッキングした。
この新しい宇宙船ではクルスNAランデブー・システムが搭載され、従来の2A0-VKAアンテナおよび3基のAKR-VKAアンテナをA0-753Aアンテナで置き換えられたが、2基の古い2ASF-M-VKAアンテナは残された。クルスNAはドッキング捜査中の信頼性と安全性を向上させる。新しいSUD飛行管制システムはGLONASS（Uragan）航法衛星を使用して、自動的な軌道測定を可能にする。通信システムはルーチ5データ中継衛星を使用するように更新された微小衛星防護、照明システムおよびドッキング・ポートも強化された。

## 貨物
プログレスMS-09宇宙船は、国際宇宙ステーションに2,450 kgの貨物と補給物資を輸送した。
国際宇宙ステーションへの貨物の内訳は以下の通り：
- 与圧貨物：1,275 kg
- 燃料：705 kg
- 酸素と空気：50 kg
- 水：420 kg

## CubeSat
プログレスMS-03以来、プログレス補給船はオプションで4機のCubeSat展開器で合計24機のCubeSatユニットを運ぶことができる。

## ドッキング解除と投棄
プログレスMS-09は2019年1月25日 12:55 UTCに離脱した。同日遅くに宇宙船は大気圏中で炎上し、残骸は太平洋上に落下した。